# Eliteserien 2021 (football americano)
La Eliteserien 2021 è la 36ª edizione del campionato di football americano di primo livello, organizzato dalla NAIF.

## Squadre partecipanti
| Club                    | Città        | Stadio | Sponsor ufficiale | Risultato nella stagione 2020 |
| ----------------------- | ------------ | ------ | ----------------- | ----------------------------- |
| Eidsvoll 1814's         | Eidsvoll     |        |                   |                               |
| Kristiansand Gladiators | Kristiansand |        |                   |                               |
| Oslo Vikings            | Oslo         |        |                   |                               |
| Vålerenga Trolls        | Oslo         |        |                   |                               |

## Stagione regolare

### Calendario

#### Prima versione

##### 1ª giornata
| Oslo 29 maggio 2021, ore 14:00 | Vålerenga Trolls | - – - | Kristiansand Gladiators | Frogner Stadion |

##### 2ª giornata
| Oslo 6 giugno 2021, ore 15:00 | Oslo Vikings | - – - | Eidsvoll 1814's | Frogner Stadion |

##### 3ª giornata
| Eidsvoll 12 giugno 2021, ore 14:00 | Eidsvoll 1814's | - – - | Kristiansand Gladiators | Bøn |

##### 4ª giornata
| Oslo 20 giugno 2021, ore 14:00 | Oslo Vikings | - – - | Vålerenga Trolls | Frogner Stadion |

##### 5ª giornata
| Oslo 27 giugno 2021, ore 14:00 | Vålerenga Trolls | - – - | Eidsvoll 1814's | Frogner Stadion |

##### 6ª giornata
| Kristiansand 3 luglio 2021, ore 14:00 | Kristiansand Gladiators | - – - | Oslo Vikings | Karuss |

##### 7ª giornata
| Eidsvoll 29 agosto 2021, ore 14:00 | Eidsvoll 1814's | - – - | Oslo Vikings | Bøn |

##### 8ª giornata
| Kristiansand 4 settembre 2021, ore 14:00 | Kristiansand Gladiators | - – - | Vålerenga Trolls | Karuss |

##### 9ª giornata
| Oslo 12 settembre 2021, ore 14:00 | Oslo Vikings | - – - | Kristiansand Gladiators | Frogner Stadion |

##### 10ª giornata
| Eidsvoll 19 settembre 2021, ore 14:00 | Eidsvoll 1814's | - – - | Vålerenga Trolls | Bøn |

##### 11ª giornata
| Kristiansand 25 settembre 2021, ore 14:00 | Kristiansand Gladiators | - – - | Eidsvoll 1814's | Karuss |

##### 12ª giornata
| Oslo 3 ottobre 2021, ore 14:00 | Vålerenga Trolls | - – - | Oslo Vikings | Frogner Stadion |

#### Versione definitiva

##### 1ª giornata
| Oslo 5 settembre 2021, ore 15:00 | Oslo Vikings | 35 – 3 referto | Vålerenga Trolls | Frogner Stadion |

##### 2ª giornata
| Eidsvoll 11 settembre 2021, ore 14:00 | Eidsvoll 1814's | 35 – 20 referto | Kristiansand Gladiators | Bøn |

##### 3ª giornata
| Oslo 19 settembre 2021, ore 15:00 | Vålerenga Trolls | 6 – 41 referto | Oslo Vikings | Frogner Stadion |

##### 4ª giornata
| Kristiansand 25 settembre 2021, ore 14:00 | Kristiansand Gladiators | 40 – 30 referto | Eidsvoll 1814's | Karuss |

##### 5ª giornata
Giornata rinviata.

##### 6ª giornata
| Oslo 10 ottobre 2021, ore 12:00 | Oslo Vikings | 14 – 15 referto | Kristiansand Gladiators | Frogner Stadion |

| Oslo 10 ottobre 2021, ore 15:30 | Vålerenga Trolls | 20 – 42 referto | Eidsvoll 1814's | Frogner Stadion |

##### 7ª giornata
| Eidsvoll 16 ottobre 2021, ore 14:00 | Eidsvoll 1814's | 15 – 27 referto | Oslo Vikings | Vilberg |

| Kristiansand 17 ottobre 2021, ore 14:00 | Kristiansand Gladiators | 42 – 0 referto | Vålerenga Trolls | Karuss |

##### 8ª giornata
| Oslo 24 ottobre 2021, ore 14:30 | Oslo Vikings | 27 – 7 referto | Eidsvoll 1814's | Frogner Stadion |

##### 9ª giornata
| Tønsberg 31 ottobre 2021, ore 15:30 | Vålerenga Trolls | 0 – 35 (a tavolino) referto | Kristiansand Gladiators | Gamle Idretten |

##### 10ª giornata
| Eidsvoll 6 novembre 2021, ore 15:30 | Eidsvoll 1814's | 35 – 0 (a tavolino) referto | Vålerenga Trolls | Vilberg |

| Kristiansand 7 novembre 2021, ore 14:00 | Kristiansand Gladiators | 14 – 34 referto | Oslo Vikings | Karuss |

### Classifica
La classifica della regular season è la seguente:
- PCT = percentuale di vittorie, G = partite giocate, V = partite vinte,  P = partite perse, PF = punti fatti, PS = punti subiti

| Pos. | Squadra                 | PCT  | G | V | N | P | PF  | PS  |
| ---- | ----------------------- | ---- | - | - | - | - | --- | --- |
| 1    | Oslo Vikings            | .833 | 6 | 5 | 0 | 1 | 178 | 60  |
| 2    | Kristiansand Gladiators | .667 | 6 | 4 | 0 | 2 | 166 | 113 |
| 3    | Eidsvoll 1814's         | .500 | 6 | 3 | 0 | 3 | 164 | 134 |
| 4    | Vålerenga Trolls        | .000 | 6 | 0 | 0 | 6 | 29  | 230 |

## Playoff
I playoff non sono stati disputati.

### Tabellone
|  | Wild Card | Wild Card | Wild Card |   |   | Semifinali | Semifinali | Semifinali |  |  | XXXVI NM Finale | XXXVI NM Finale | XXXVI NM Finale |  |
|  |           |           |           |   |   |            |            |            |  |  |                 |                 |                 |  |
|  |           |           |           |   |   | 1          | -          | -          |  |  |                 |                 |                 |  |
|  |           |           |           |   |   | 1          | -          | -          |  |  |                 |                 |                 |  |
|  |           |           |           | - | - |            |            |            |  |  |                 |                 |                 |  |
|  | 4         | -         | -         | - | - |            |            |            |  |  |                 |                 |                 |  |
|  | 4         | -         | -         |   |   |            |            |            |  |  |                 |                 |                 |  |
|  | D2-1      | -         | -         |   |   |            |            |            |  |  |                 |                 |                 |  |
|  | D2-1      | -         | -         |   | - | -          | -          |            |  |  |                 |                 |                 |  |
|  |           |           |           |   |   |            |            |            |  |  |                 |                 |                 |  |
|  |           |           | -         | - | - |            |            |            |  |  |                 |                 |                 |  |
|  |           |           |           | - | - |            |            |            |  |  |                 |                 |                 |  |
|  |           |           |           |   |   |            |            |            |  |  |                 |                 |                 |  |
|  |           |           |           |   |   |            |            |            |  |  |                 |                 |                 |  |
|  |           | 2         | -         | - |   |            |            |            |  |  |                 |                 |                 |  |
|  |           |           |           | - |   |            |            |            |  |  |                 |                 |                 |  |
|  |           |           |           | - | - |            |            |            |  |  |                 |                 |                 |  |
|  | 3         | -         | -         | - | - |            |            |            |  |  |                 |                 |                 |  |
|  | 3         | -         | -         |   |   |            |            |            |  |  |                 |                 |                 |  |
|  | D2-2      | -         | -         |   |   |            |            |            |  |  |                 |                 |                 |  |

### Wild Card
| 2021 | TBD | – | TBD |  |

| 2021 | TBD | – | TBD |  |

### Semifinali
| 2021 | TBD | – | TBD |  |

| 2021 | TBD | – | TBD |  |

### XXXVI NM Finale
| 2021 | TBD | – | TBD |  |

## Verdetti
- Oslo Vikings Campioni della Norvegia 2021